# Société nationale des constructions aéronautiques de l'ouest
La Société nationale des constructions aéronautiques de l'ouest (in francese Società nazionale di costruzioni aeronautiche dell'ovest), conosciuta anche con la sua sigla SNCAO, era un'azienda aeronautica francese, o più propriamente un consorzio, fondato il 16 novembre 1936 e costituito dagli stabilimenti Breguet di Bouguenais e dai due Loire-Nieuport di Saint-Nazaire e Issy-les-Moulineaux, conseguenza della nazionalizzazione, effettiva dal 15 luglio 1937, nella quale vennero coinvolte tutte le aziende aeronautiche francesi ad indirizzo bellico.
Fin dalla sua costituzione produsse modelli su licenza, tra gli altri il Breguet Bre 690 ed il Loire 130, ma il suo ufficio di progettazione realizzò anche quattro progetti autonomi, nessuno dei quali avviato però alla produzione in serie.
Il più promettente fu il CAO-30, che ottenuta una commissione da parte della Marine nationale fu costretto ad interrompere i piani di produzione per le conseguenze della Campagna di Francia.
Nel marzo 1941 viene assorbita dalla Société nationale des constructions aéronautiques du sud-ouest (SNCASO).

## Produzione
| Modello | Anno | Tipo                  | Esemplari | Note                                                                                       |
| CAO-30  | 1938 | idroaddestratore      | 2         | indicato con la designazione iniziale LN-130, poi dal secondo (ed unico) prototipo CAO-300 |
| CAO-200 | 1939 | aereo da caccia       | 1         |                                                                                            |
| CAO-600 | 1940 | aereo da osservazione | 1         |                                                                                            |
| CAO-700 | 1940 | bombardiere pesante   | 1         |                                                                                            |